# Militär-Verdienstmedaille (Mecklenburg)

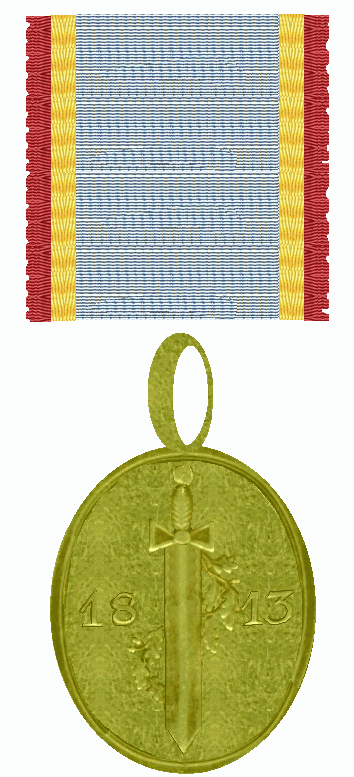

Die Militär-Verdienstmedaille für 1813/1815 war eine Auszeichnung für mecklenburgische Truppen in den Befreiungskriegen. Die Medaille wurde von Herzog Friedrich Franz I. von Mecklenburg-Schwerin mit Erlass vom 23. Juli 1814 gestiftet. Sie diente „zu rühmlicher Anerkennung der muthvollen Thaten und des ausgezeichneten Benehmens“ in dem „ewig denkwürdigen Kriege gegen fremde Unterjochung“.
Die Medaille wurde in zwei Klassen vergeben: Offiziere erhielten die Medaille in goldener Ausführung, Unteroffiziere und Mannschaften in silberner Ausführung. Sie ist als sparsam vergebene Auszeichnung zu unterscheiden von der Kriegsdenkmünze für 1808–1815, die ohne Unterschied allen mecklenburg-schwerinschen Veteranen der Koalitionskriege verliehen wurde.

## Aussehen
Die Medaille hat eine ovale Form und eine Größe von 23 mm × 28 mm. Die Vorderseite schmückt auf glattem Grund mittig ein senkrecht stehendes antikes Schwert, die Klinge nach unten. Um das Schwert windet sich ein Eichenlaubzweig Rechts oben sind 4 Eichenlaubblätter und links unten 3 Eichenlaubblätter sichtbar. In Höhe der Mitte links und rechts neben der Klinge die Jahreszahl 18 13.
Auf der Rückseite ist die Inschrift Mecklenburgs Streitern sowie darüber das Monogramm FF des Stifters.

## Trageweise
Die Medaille wurde an einem 35 Millimeter breiten Band in den mecklenburgischen Farben, hellblau mit einer schmalen (3 mm) gelben und roten Einfassung, im Knopfloch getragen.

## Kriegervereinsmedaille

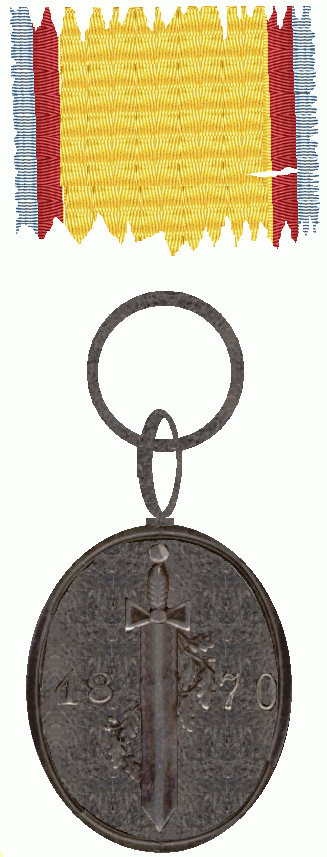
Kriegervereinsmedaille

Das Design der Militärverdienstmedaille wurde wieder aufgegriffen in der 1899 vom Regenten Herzog Johann Albrecht gestifteten Kriegervereinsmedaille. Verliehen wurde diese Medaille an Veteranen des Krieges 1870/71, die sich Verdienste im Kriegervereinswesen erworben hatten. Daher zeigt sie auf der Vorderseite neben dem Schwert die Jahreszahl  1870.